# Linie (jezioro na Pojezierzu Gnieźnieńskim)
Jezioro Linie – jezioro w Polsce, w województwie wielkopolskim, w powiecie gnieźnieńskim, w gminie Kłecko, na Pojezierzu Gnieźnieńskim. Prawie całkowicie jest otoczone lasem.

## Dane morfometryczne
Zwierciadło wody położone jest na wysokości 109,1 m n.p.m. Powierzchnia jeziora wynosi 5,8 ha.